# Saint-Quentin-Fallavier
Saint-Quentin-Fallavier là một xã của tỉnh Isère, thuộc vùng Rhône-Alpes, đông nam nước Pháp.

## Geography
The Bourbre flows northward through the northeastern part of the commune.